# Lucy Davis
Lucy Clare Davis (Solihull, 17 de fevereiro de 1973) é uma atriz inglesa. Ela é mais conhecida pelo papel de Dawn Tinsley na comédia da BBC, The Office.
Davis fazia o papel de Maria Lucas na produção de 1995 da BBC, Pride and Prejudice. Ela também apareceu no filme Sex Lives of the Potato Man (2004), teve um papel em Shaun of the Dead (2004) e fez Hayley Jordan em The Archers no Rádio BBC 4. Ela desistiu desse último papel quando suas outras responsabilidades como atriz fizeram impossível de continuar. O papel foi repassado para Lorraine Coady em setembro de 2005.
Foi noticiado que ofereceram a Lucy um papel no filme In Her Shoes que eventualmente foi para Toni Collette. Dany recusou o papel, que envolvia ser a irmã mais gorda e feia de Cameron Diaz. Ao invés disso ela aceitou um papel para o filme Shaun of the Dead no mesmo ano, onde fez o papel de Dianne, uma "atriz fracassada".
Em 2006 ela apareceu como a apresentadora do "Fashion TV" no hit da ABC Ugly Betty, sendo que mais tarde ela foi contratada como uma escritora de comédia britânica no Studio 60 on the Sunset Strip da NBC. Em 2008 ela começou a trabalhar no sitcom Reaper.
Davis interpreta Etta Candy, uma das principais personagens do filme da Mulher Maravilha (2017).

## Vida pessoal
Davis é filha do comediante Jasper Carrott (nome real: Robert Davis). Ela estudou na Colégio para Garotas King Edward VI, e o Colégio Sexta Forma em Solihull, Midlands Ocidental.
Ela sofreu um transplante de rim após ter sido diagnosticada com falhas no rim enquanto trabalhava em Pride & Prejudice. Sua mãe, Hazel, doou o rim. Por volta do Natal de 2005 ela foi hospitalizada novamente por falhas no rim, mas já se recuperou. Davis é também diabética.
Em 9 de dezembro de 2006, Davis se casou com o ator e companheiro Owain Yeoman na Catedral de São Paulo, Londres. Foram no casamento colegas do seriado The Office, Mackenzie Crook, Martin Freeman, Ewen Macintosh, Joel Beckett e co-escritor e co-diretor Stephen Merchant. Davis e Yeoman puderam casar lá já que seu pai, Jasper Carrott, ganhou a OBE nas "Honrarias do Ano Novo" de 2002.
Ela participou da campanha da Peta "Bare Skin not Bear skin!".

## Alguns trabalhos
- Pride and Prejudice (1995) (mini-série) como Maria Lucas
- Belfry Witches (2000) como Old Noshie
- The Office (2001) como Dawn Tinsley
- Nicholas Nickleby (2002)
- Sex Lives of the Potato Men (2004)
- Shaun of the Dead (2004) como Dianne
- Black Books (2004)
- Johnny Test (2005)
- Garfield: A Tail of Two Kitties (2006)
- Studio 60 on the Sunset Strip (2006)
- Ugly Betty (2006) como apresentador de TV
- The TV Set (2006)
- Californication (2007)
- Reaper (2008)
- It's time for touching (2009)
- Squeeeze Me!! (2010)
- Mulher Maravilha (2017) como Etta Candy
- Chilling Adventures of Sabrina (2018–2020) como Hilda Spellman